# 小包约姆
小包约姆（匈牙利語：Kisbajom）是匈牙利绍莫吉州所辖的一个村，临近大包約姆。总面积13.67平方公里，总人口400，人口密度29.3人/平方公里（2011年1月1日）。